# Sony Spin
Sony Spin foi um canal pago de entretenimento que pertenceu à Sony Pictures Entertainment, cujo lançamento ocorreu em 1 de maio de 2011, substituindo o canal Animax na América Latina, sendo, como diz o nome, um spin off do canal Sony. O canal surgiu com foco no público jovem, apresentando séries de comédia, sobrenaturais, reprises e programas voltados para música e videogame, além de longa-metragens. Com a audiência baixa e por não ter atingido com sucesso seu público alvo, o Sony Spin foi descontinuado, dando lugar ao Lifetime em 1º de julho de 2014, uma joint venture entre A&E Networks e a Sony Pictures Entertainment.

## Programação e encerramento

### Composição Básica
A programação era composta basicamente de séries com foco jovem e filmes do acervo da Sony Pictures Entertainment. O canal aproveitava séries mais antigas já exibidas anteriormente em outros canais como As Patricinhas de Beverly Hills, That '70s Show e Barrados no Baile para compor sua grade diurna e manter-se aproximado de seu público alvo. Ao mesmo tempo, aproveitou para somar séries recentes ao seu Horário Nobre, dando continuidade a Make It or Break It e 90210, que anteriormente tiveram suas duas primeiras temporadas exibidas pelo Animax e pelo Sony Entertainment Television, respectivamente. Também herdou do Animax os programas musicais Sesiones con Alejandro Franco e Rock Road, além do informativo sobre videogames, Gamers, todos com novas temporadas.
No pacote de programas totalmente inéditos, o Sony Spin investia em dramas como o ousado Look, em produções com temática sobrenatural como Lost Girl e Teen Wolf (com estreia prevista para Junho), nas comédias 18 to Life e Next Stop for Charlie, sem esquecer do informativo de produção latina Warp TV.O canal possuia conteúdo legendado durante um tempo, porém, o objetivo foi dublá-lo completamente até o final do ano. Além do claro investimento em seriados, o Sony Spin possuiu diversas sessões de filmes semanalmente e diariamente, sendo em sua maior parte produções da Sony Pictures Entertainment. Foram exibidos longas de todos os gêneros, mas normalmente priorizando das películas de comédia e ação.

### Demais Horários
Composto basicamente de séries já exibidas anteriormente em outros canais, o Sony Spin contava com produções consagradas em sua grade matutina, vespertina e de começo de noite. Diariamente, eram exibidos That '70s Show às tardes e noites, As Patricinhas de Beverly Hills às manhãs, Dead Like Me às tardes e noites, Jake & Blake às manhãs e o reality Is She Really Going Out With Him? às tardes e noites. Além das séries, os filmes também possuia exibições pela manhã e pela tarde.

### Animações
Pelo fato do Sony Spin ter substituído o Animax, as animações japonesas, que eram o principal foco do canal anterior, continuaram a ser exibidas até 2012. Os animês ocupavam boa parte da madrugada e início de manhãs do novo canal. Dentre os títulos - todos já em reprise - estavam Death Note, Planet Survival, Nodame Cantabile, Blood +, entre outros. O bloco foi reforçado com a nova série Fullmetal Alchemist: Brotherhood em junho de 2011. Em julho o Sony Spin estreou novos episódios do animê Bleach (que já havia exibido a primeira temporada alguns tempos atrás, através do Animax). Alguns animes foram no mesmo bloco, como Blood + e Fullmetal Alchemist: Brotherhood. No dia 5 de maio de 2012 todos os animes foram retirados da programação. Em 17 de setembro de 2012, o canal anuncia a chegada da animação americana Archer, a partir de 2 de outubro de 2012. É a primeira vez desde que o Animax foi substituído pelo Sony Spin em que uma animação seria exibida pelo canal em horário nobre. Como referência ao "passado" do canal, a letra "i" da palavra "Spin" possui o mesmo estilo do logotipo do canal substituído, demonstrando a presença de elementos antigos no canal.

### Programas indo para oCanal Sonye para oAXN
Em novembro de 2012, as séries Melissa & Joey e Switched at Birth (Que teve apenas 22 dos 30 episódios da primeira temporada exibidos) deixam a programação do Spin e passam a ser exibidas pelo canal irmão, o SET. Não existe informação se as séries voltam a ter novas temporadas no Sony Spin. Em 2013, Teen Wolf foi para o Canal Sony, enquanto Lost Girl foi para o AXN.

### Encerramento
Em 1 de julho 2014, alegando baixa audiência e sem conseguir segmentar o público, o canal foi descontinuado, dando espaço ao Lifetime, um canal estadunidense de segmentação feminina fruto de uma joint venture entre Sony e A+E Networks.